# Tommy Lundh
Tommy Folke Johan Lundh  (* 11. Dezember 1948 in Höör) ist ein ehemaliger schwedischer Fußballspieler.

## Sportlicher Werdegang
Lundh begann mit dem Fußballspielen bei Höör IS. Über IFK Malmö kam der Stürmer zu AIK. In der Allsvenskan kam er in seiner ersten Spielzeit nur als Einwechselspieler zum Einsatz und konnte sich zunächst nicht in die Torschützenliste eintragen. Zu Beginn der Spielzeit 1974 konnte er sich in die Startelf spielen. Am 21. April 1974 gelang ihm beim 2:1-Erfolg über Östers IF in der 55. Spielminute sein erstes Tor im schwedischen Oberhaus. Ein weiterer Torerfolg blieb ihm zunächst versagt, so dass er sich bald auf der Ersatzbank wiederfand. Im September des Jahres kehrte er in die Startelf zurück und erreichte kurz danach einen Treffer.
In der Spielzeit 1975 lief es noch besser für Lundh. Er konnte sich über weite Teile der Saison in der Startelf etablieren und wurde mit neun Saisontoren bester Torschütze des Klubs. In der Folge meldete auch der FC Bayern München Interesse an dem Spieler an. Nach einem Probetraining nach Ende der Saison sah der deutsche Verein jedoch von einer Verpflichtung ab, da mit den Schweden Conny Torstensson und Björn Andersson sowie dem Dänen Johnny Hansen bereits drei Ausländer unter Vertrag standen.
Damit verließ das Glück Lundh. In der folgenden Spielzeit kam er nur noch neunmal zum Einsatz und blieb ohne Torerfolg. Nach der Hälfte der Saison wechselte er im Sommer zum damaligen Zweitligisten IFK Hässleholm. Anschließend ging er zu seinem Heimatverein Höör IS, ehe er 1981 nochmal für eine Spielzeit zu IFK Hässleholm zurückkehrte.